# Sorbus yuana
Sorbus yuana là loài thực vật có hoa trong họ Hoa hồng. Loài này được Spongberg miêu tả khoa học đầu tiên năm 1986.